# Маддалена Кріппа
Маддалена Кріппа (італ. Maddalena Crippa; нар. 4 вересня 1957, Безана-ін-Бріанца, Монца і Бріанца, Ломбардія, Італія) — італійська акторка театру і кіно.

## Біографія
Маддалена Кріппа народилася в Безана-ін-Бріанца, в юному віці почала виступати в аматорських спектаклях разом з батьком і братами. У 17 років закінчила театральну школу Piccolo Teatro в Мілані, режисер Джорджо Стрелер був вражений її акторськими здібностями і дав їй роль екранізації «Campiello» Карло Гольдоні (1975). З того часу Кріппа почала напружену театральну кар'єру, працюючи зокрема з Джанкарло Кобеллі, Лукой Ронконі та своїм чоловіком Пітером Штайном. Також активно знімається у телесеріалах та фільмах.

## Фільмографія
- 1963 — Ніжна Ірма
- 1981 — Три брати / Tre fratelli — Джованна
- 1985 — Джук-бокс / Juke Box
- 1994 — Берлін-39 / Berlino '39
- (серіал) Комісар Рекс